# Thecla thoria
Thecla thoria är en fjärilsart som beskrevs av William Chapman Hewitson 1869. Thecla thoria ingår i släktet Thecla och familjen juvelvingar. Inga underarter finns listade i Catalogue of Life.